# Тарагот
Тарагот (töröksíp, Turkish pipe; plural tárogatók или, anglicized, tárogatós; рум. taragot или torogoata) је мађарско-румунски дрвени дувачки музички инструмент који се углавном користи у мађарској и румунској фолк музици. Савремени тарогат је намењен да буде рекреација првобитног тарогата, али се сматра да ова два инструмента немају ништа заједничко.

## Историја

### Ранија употреба
Спомињање таргота је пронађено још у мађарским списима из петнаестог века. Још увек није јасно, али се сматрада да су га Мађари довели у Европу када су се у деветом веку мигрирали са истока. Сигурно је да је овај инструмент настао од блискоисточне зурле. Такође се сматра да су турци у средњем веку увезли таргото у источну европу, са својим тадашњим именом töröksip (турска цев). Могуће је да су инструменти из обе традиције спојени у један ентитет. Таргот има турско порекло, а у Мађарској се појавио током османских ратова. До осамнаестог века, таргот је био сличан шалмају, са двоструком трском, конусним растојањем и без кључева.
Као веома гласан и охрабљујући инструмент, таргот се користио као сигнализатор у борби (као и гајде). Међутим, насупрот типу трске која се користи, таргот ствара веома суптилан звук, благ и дубок звук када се репродуктује опуштеним и стабилним темпо.
Зато што је таргот био иконичан инструмент ратова независности (1703 – 1711), његову употребу у осамнаестом веку је потиснула Хабзбуршка монархија. Инструмент је на крају био одбачен, сматрајући се да је био прегласан за концертну дворану.

### Модерна употреба
Током 1980-их, модерну верзију таргота измислио је Венсли Јозефус Шунда, произвођач инструмената из будимпеште. Користио је једноставну трску, сличну оној за кларинет и саксофон, и конусно је увртео, као код саксофона. Инструмент је направљен од дрвета, углавног од црног гренадила који је сличан дрвету који се користи за прављење кларинета. Најчешћа величина модерног таргота је B♭, што износи око 29 in (74 cm), и има жалостан звук, сличан ономе из енглеског рога и сопранског саксофона. Друге вечичине инструмента могу бити различите: један произвођач, Јанос Стровасер, направио је групу таргота различитих величина, од којих је највећа била у контрабасу E♭. Нови таргот има веома мало сличности са историјском верзијом. Предложено је да нови назив буде schundaphone како би инструмент био прецизније описан, али је име инструмента остало таргот, због сличног изгледа са оригиналном верзијом.
Инструмент је био симбол мађарске аристократије, као и омиљени инструмент гувернера Миклоша Хортија.
Таргот је у Мађарској после Другог светског рата престао да се производи, док се у Румунији и још неким другиом областима, израђивачка индустрија још увек бавила производњом овог инструмента. Током 1990-их година, Мађарска је поново почела да производи тарготе.
Модерни таргот се могао чути и у трећем делу опере Тристан и Изолда од Рихарда Вагнера где је постала позната у многим оперским кућама (као на пример the Royal Opera House, Лондон) где се користила уместо енглеског рога за задњи пасос (bars 999-1149), али Вагнер то није знао, сугеришући „специјално изграђен, једноставни и природни инструмент”.
Током 1920-их, Лута Ловита, који је свирао инструмент током Првог светског рата, донео га је у Банат (Румунија), где је постао познат као таргот.
У 1928. години, британски музички новинар Мелоди Макер објавио је да оксфордски кларинетиста Франк Дајер користи таргот са својим симфонијским плесним оркестром. У свом часопису је описао да нема таквог инструмента као што је таргот.
Думитру Фаркас, рођен у Марамурешу, направио је инструмент познат широм света и сматран је за најбољег таргот извођача.
Ненмачки Саксофониста Питер Бронзан такође је често користио таргот у слободном џезу и бесплатној импровизацији.
Амерички џез музичари Чарлс Лоид и Скот Робинсон повремено су користили таргот. Џои Ловано је такође показао интересовање за овај инструмент у епизоди SOLOS: The Jazz Sessions и у албуму Mostly Coltrane.
У 2015. години, Ирина Рос, румунска певачица, издала је свој сингл „Taragot” који карактерише инструмент у поп-денс песми.